# مارشا ميلر
مارشا ميلر (بالإنجليزية: Marsha Miller)‏ (15 يناير 1969 في الولايات المتحدة - ) هي لاعبة كرة طائرة الولايات المتحدة.

## وصلات خارجية
- مارشا ميلر على موقع قاعدة بيانات الكرة الطائرة الشاطئية (الإنجليزية)